# Wereldkampioenschap waterpolo vrouwen 2023
Het wereldkampioenschap waterpolo voor vrouwen 2023 vond plaats van 16 juli tot 28 juli 2023 in Fukuoka, Japan. Aan deze zestiende editie van het toernooi deden zestien landenteams mee. De wedstrijden werden gespeeld in de Marine Messe Fukuoka. Het toernooi werd gewonnen door Nederland, dat Spanje in de finale versloeg na een shoot-out. In de troostfinale won Italië met 16–14 van Australië. De twee finalisten van het toernooi kwalificeerden zich voor de Olympische Zomerspelen 2024 in Parijs. 

## Kwalificatie
| Toernooi                                   | Data                            | Plaats       | Quota | Gekwalificeerd                              |
| ------------------------------------------ | ------------------------------- | ------------ | ----- | ------------------------------------------- |
| Gastland                                   |                                 |              | 1     | Japan                                       |
| FINA World League 2022                     | 25 januari – 6 november 2022    | Santa Cruz   | 2     | Spanje Hongarije                            |
| Wereldkampioenschappen waterpolo 2022      | 20 juni – 2 juli 2022           | Boedapest    | 4     | Verenigde Staten Nederland Italië Australië |
| Europees kampioenschap 2022                | 27 augustus – 10 september 2022 | Split        | 3     | Griekenland Israël Frankrijk                |
| Aziatisch kampioenschap 2022               | 7–14 november 2022              | Samut Prakan | 2     | China Kazachstan                            |
| Panamerikaans kampioenschap waterpolo 2023 | april 2023                      | Bauru        | 2     | Canada Brazilië Argentinië                  |
| Selectie Africa (wildcard)                 |                                 |              | 1     | Zuid-Afrika                                 |
| Selectie Oceanië (wildcard)                |                                 |              | 1     | Nieuw-Zeeland                               |
| Totaal                                     |                                 |              | 16    |                                             |

1. ↑  Brazilië, een van de gekwalificeerde landen, trok zich terug om financiële redenen en werd vervangen door Argentinië.[2][3]

## Loting
De loting voor de groepsfase vond plaats op 18 april 2023.
De landen werden over vier groepen (pot 1 t/m pot 4) van vier landen verdeeld op basis van hun FINA-ranking, waarna de loting plaatsvond.
| Pot 1                                       | Pot 2                               | Pot 3                                     | Pot 4                              |
| ------------------------------------------- | ----------------------------------- | ----------------------------------------- | ---------------------------------- |
| Verenigde Staten Hongarije Nederland Italië | Spanje Australië Canada Griekenland | Argentinië Israël Frankrijk Nieuw-Zeeland | Zuid-Afrika Japan China Kazachstan |

De loting resulteerde in de volgende groepsindeling:
| Groep A          | Groep B    | Groep C     | Groep D       |
| ---------------- | ---------- | ----------- | ------------- |
| China            | Spanje     | Argentinië  | Canada        |
| Frankrijk        | Israël     | Griekenland | Nieuw-Zeeland |
| Verenigde Staten | Nederland  | Italië      | Hongarije     |
| Australië        | Kazachstan | Zuid-Afrika | Japan         |

## Groepsfase
Alle tijden zijn lokaal (UTC+9).

### Groep A
| Pos | Team             | Wed | W | G | V | Ptn | DV | DT | +/− | Kwalificatie |
| --- | ---------------- | --- | - | - | - | --- | -- | -- | --- | ------------ |
| 1   | Verenigde Staten | 3   | 3 | 0 | 0 | 9   | 40 | 16 | +24 | Kwartfinales |
| 2   | Australië        | 3   | 2 | 0 | 1 | 6   | 26 | 24 | +2  | Playoffs     |
| 3   | Frankrijk        | 3   | 1 | 0 | 2 | 3   | 25 | 37 | −12 | Playoffs     |
| 4   | China            | 3   | 0 | 0 | 3 | 0   | 24 | 38 | −14 |              |

| 16 juli 2023 9:00 | verslag | Verenigde Staten                       | 15–6  | China        | Marine Messe Fukuoka, Fukuoka Scheidsrechters: Nóra Debreceni (HUN), Frank Ohme (GER) |
| 16 juli 2023 9:00 | verslag | Scores in periodes: 1–0, 6–2, 3–1, 5–3 |       |              | Marine Messe Fukuoka, Fukuoka Scheidsrechters: Nóra Debreceni (HUN), Frank Ohme (GER) |
| 16 juli 2023 9:00 | verslag | Musselman 4                            | Goals | Zhang Jing 3 | Marine Messe Fukuoka, Fukuoka Scheidsrechters: Nóra Debreceni (HUN), Frank Ohme (GER) |

| 16 juli 2023 10:30 | verslag | Frankrijk                              | 8–10  | Australië         | Marine Messe Fukuoka, Fukuoka Scheidsrechters: Hélène Painchaud (CAN), Germán Moller (ARG) |
| 16 juli 2023 10:30 | verslag | Scores in periodes: 3–3, 2–4, 2–1, 1–2 |       |                   | Marine Messe Fukuoka, Fukuoka Scheidsrechters: Hélène Painchaud (CAN), Germán Moller (ARG) |
| 16 juli 2023 10:30 | verslag | Bouloukbachi 3                         | Goals | Andrews, Fasala 2 | Marine Messe Fukuoka, Fukuoka Scheidsrechters: Hélène Painchaud (CAN), Germán Moller (ARG) |

| 18 juli 2023 17:30 | verslag | Australië                              | 5–9   | Verenigde Staten | Marine Messe Fukuoka, Fukuoka Scheidsrechters: Natalia Markopoulou (GRE), Nóra Debreceni (HUN) |
| 18 juli 2023 17:30 | verslag | Scores in periodes: 3–5, 0–0, 1–3, 1–1 |       |                  | Marine Messe Fukuoka, Fukuoka Scheidsrechters: Natalia Markopoulou (GRE), Nóra Debreceni (HUN) |
| 18 juli 2023 17:30 | verslag | Williams 3                             | Goals | drie spelers 2   | Marine Messe Fukuoka, Fukuoka Scheidsrechters: Natalia Markopoulou (GRE), Nóra Debreceni (HUN) |

| 18 juli 2023 20:30 | verslag | China                                  | 11–12 | Frankrijk  | Marine Messe Fukuoka, Fukuoka Scheidsrechters: Tamás Kovács-Csatlós (HUN), Alessia Ferrari (ITA) |
| 18 juli 2023 20:30 | verslag | Scores in periodes: 4–3, 1–3, 4–1, 2–5 |       |            | Marine Messe Fukuoka, Fukuoka Scheidsrechters: Tamás Kovács-Csatlós (HUN), Alessia Ferrari (ITA) |
| 18 juli 2023 20:30 | verslag | Wang H. 3                              | Goals | Dhalluin 4 | Marine Messe Fukuoka, Fukuoka Scheidsrechters: Tamás Kovács-Csatlós (HUN), Alessia Ferrari (ITA) |

| 20 juli 2023 13:00 | verslag | China                                  | 7–11  | Australië      | Marine Messe Fukuoka, Fukuoka Scheidsrechters: Raffaele Colombo (ITA), Hélène Painchaud (CAN) |
| 20 juli 2023 13:00 | verslag | Scores in periodes: 1–4, 3–2, 1–3, 2–2 |       |                | Marine Messe Fukuoka, Fukuoka Scheidsrechters: Raffaele Colombo (ITA), Hélène Painchaud (CAN) |
| 20 juli 2023 13:00 | verslag | Lu, Zhang Jin. 2                       | Goals | vijf spelers 2 | Marine Messe Fukuoka, Fukuoka Scheidsrechters: Raffaele Colombo (ITA), Hélène Painchaud (CAN) |

| 20 juli 2023 16:00 | verslag | Frankrijk                              | 5–16  | Verenigde Staten | Marine Messe Fukuoka, Fukuoka Scheidsrechters: Chisato Kurosaki (JPN), Alessia Ferrari (ITA) |
| 20 juli 2023 16:00 | verslag | Scores in periodes: 1–5, 1–2, 0–4, 3–5 |       |                  | Marine Messe Fukuoka, Fukuoka Scheidsrechters: Chisato Kurosaki (JPN), Alessia Ferrari (ITA) |
| 20 juli 2023 16:00 | verslag | Bouloukbachi 2                         | Goals | Prentice 4       | Marine Messe Fukuoka, Fukuoka Scheidsrechters: Chisato Kurosaki (JPN), Alessia Ferrari (ITA) |

### Groep B
| Pos | Team       | Wed | W | G | V | Ptn | DV | DT | +/− | Kwalificatie |
| --- | ---------- | --- | - | - | - | --- | -- | -- | --- | ------------ |
| 1   | Nederland  | 3   | 3 | 0 | 0 | 9   | 61 | 16 | +45 | Kwartfinales |
| 2   | Spanje     | 3   | 2 | 0 | 1 | 6   | 52 | 17 | +35 | Playoffs     |
| 3   | Israël     | 3   | 1 | 0 | 2 | 3   | 30 | 52 | −22 | Playoffs     |
| 4   | Kazachstan | 3   | 0 | 0 | 3 | 0   | 13 | 71 | −58 |              |

| 16 juli 2023 12:00 | verslag | Nederland                              | 7–6   | Spanje | Marine Messe Fukuoka, Fukuoka Scheidsrechters: Alessia Ferrari (ITA), Nenad Peris (CRO) |
| 16 juli 2023 12:00 | verslag | Scores in periodes: 1–2, 1–1, 3–2, 2–1 |       |        | Marine Messe Fukuoka, Fukuoka Scheidsrechters: Alessia Ferrari (ITA), Nenad Peris (CRO) |
| 16 juli 2023 12:00 | verslag | drie spelers 2                         | Goals | Ruiz 3 | Marine Messe Fukuoka, Fukuoka Scheidsrechters: Alessia Ferrari (ITA), Nenad Peris (CRO) |

| 16 juli 2023 13:30 | verslag | Israël                                 | 17–6  | Kazachstan              | Marine Messe Fukuoka, Fukuoka Scheidsrechters: Natalia Markopoulou (GRE), Lee-Anne Stewart (RSA) |
| 16 juli 2023 13:30 | verslag | Scores in periodes: 5–3, 6–1, 2–2, 4–0 |       |                         | Marine Messe Fukuoka, Fukuoka Scheidsrechters: Natalia Markopoulou (GRE), Lee-Anne Stewart (RSA) |
| 16 juli 2023 13:30 | verslag | drie spelers 4                         | Goals | Khritankova, Mirshina 2 | Marine Messe Fukuoka, Fukuoka Scheidsrechters: Natalia Markopoulou (GRE), Lee-Anne Stewart (RSA) |

| 18 juli 2023 9:00 | verslag | Kazachstan                              | 2–30  | Nederland       | Marine Messe Fukuoka, Fukuoka Scheidsrechters: Hélène Painschaud (CAN), Germán Moller (ARG) |
| 18 juli 2023 9:00 | verslag | Scores in periodes: 0–10, 1–7, 1–9, 0–4 |       |                 | Marine Messe Fukuoka, Fukuoka Scheidsrechters: Hélène Painschaud (CAN), Germán Moller (ARG) |
| 18 juli 2023 9:00 | verslag | Pochinok, Mirshina 1                    | Goals | Van de Kraats 8 | Marine Messe Fukuoka, Fukuoka Scheidsrechters: Hélène Painschaud (CAN), Germán Moller (ARG) |

| 18 juli 2023 10:30 | verslag | Spanje                                 | 22–5  | Israël         | Marine Messe Fukuoka, Fukuoka Scheidsrechters: Lee-Anne Stewart (RSA), David Couper (NZL) |
| 18 juli 2023 10:30 | verslag | Scores in periodes: 5–2, 5–1, 5–0, 7–2 |       |                | Marine Messe Fukuoka, Fukuoka Scheidsrechters: Lee-Anne Stewart (RSA), David Couper (NZL) |
| 18 juli 2023 10:30 | verslag | Ruíz, Camus 4                          | Goals | vijf spelers 1 | Marine Messe Fukuoka, Fukuoka Scheidsrechters: Lee-Anne Stewart (RSA), David Couper (NZL) |

| 20 juli 2023 17:30 | verslag | Spanje                                 | 24–5  | Kazachstan       | Marine Messe Fukuoka, Fukuoka Scheidsrechters: Nóra Debreceni (HUN), Lee-Anne Stewart (RSA) |
| 20 juli 2023 17:30 | verslag | Scores in periodes: 5–3, 8–1, 5–0, 6–1 |       |                  | Marine Messe Fukuoka, Fukuoka Scheidsrechters: Nóra Debreceni (HUN), Lee-Anne Stewart (RSA) |
| 20 juli 2023 17:30 | verslag | Peña 4                                 | Goals | Novikova, Tsoy 2 | Marine Messe Fukuoka, Fukuoka Scheidsrechters: Nóra Debreceni (HUN), Lee-Anne Stewart (RSA) |

| 20 juli 2023 20:30 | verslag | Israël                                 | 8–24  | Nederland | Marine Messe Fukuoka, Fukuoka Scheidsrechters: Natalia Markopoulou (GRE), David Couper (NZL) |
| 20 juli 2023 20:30 | verslag | Scores in periodes: 1–7, 1–6, 2–5, 4–6 |       |           | Marine Messe Fukuoka, Fukuoka Scheidsrechters: Natalia Markopoulou (GRE), David Couper (NZL) |
| 20 juli 2023 20:30 | verslag | Futorian 3                             | Goals | Joustra 5 | Marine Messe Fukuoka, Fukuoka Scheidsrechters: Natalia Markopoulou (GRE), David Couper (NZL) |

### Groep C
| Pos | Team        | Wed | W | G | V | Ptn | DV | DT | +/− | Kwalificatie |
| --- | ----------- | --- | - | - | - | --- | -- | -- | --- | ------------ |
| 1   | Griekenland | 3   | 3 | 0 | 0 | 9   | 61 | 16 | +45 | Kwartfinales |
| 2   | Italië      | 3   | 2 | 0 | 1 | 6   | 63 | 19 | +44 | Playoffs     |
| 3   | Zuid-Afrika | 3   | 1 | 0 | 2 | 3   | 16 | 57 | −41 | Playoffs     |
| 4   | Argentinië  | 3   | 0 | 0 | 3 | 0   | 12 | 60 | −48 |              |

| 16 juli 2023 16:00 | verslag | Italië                                  | 27–1  | Argentinië | Marine Messe Fukuoka, Fukuoka Scheidsrechters: Adil Aimbetov (KAZ), Sébastien Dervieux (FRA) |
| 16 juli 2023 16:00 | verslag | Scores in periodes: 3–1, 7–0, 6–0, 11–0 |       |            | Marine Messe Fukuoka, Fukuoka Scheidsrechters: Adil Aimbetov (KAZ), Sébastien Dervieux (FRA) |
| 16 juli 2023 16:00 | verslag | Avegno 4                                | Goals | Leonard 1  | Marine Messe Fukuoka, Fukuoka Scheidsrechters: Adil Aimbetov (KAZ), Sébastien Dervieux (FRA) |

| 16 juli 2023 17:30 | verslag | Griekenland                            | 24–2  | Zuid-Afrika     | Marine Messe Fukuoka, Fukuoka Scheidsrechters: Nicola Johnson (AUS), Darren Spiritsanto (USA) |
| 16 juli 2023 17:30 | verslag | Scores in periodes: 7–1, 6–1, 6–0, 5–0 |       |                 | Marine Messe Fukuoka, Fukuoka Scheidsrechters: Nicola Johnson (AUS), Darren Spiritsanto (USA) |
| 16 juli 2023 17:30 | verslag | Fountotou, E. Plevritou 4              | Goals | Sileno, Zondo 1 | Marine Messe Fukuoka, Fukuoka Scheidsrechters: Nicola Johnson (AUS), Darren Spiritsanto (USA) |

| 18 juli 2023 12:00 | verslag | Zuid-Afrika                            | 2–24  | Italië              | Marine Messe Fukuoka, Fukuoka Scheidsrechters: Jennifer McCall (USA), Chisato Kurosaki (JPN) |
| 18 juli 2023 12:00 | verslag | Scores in periodes: 1–2, 0–7, 1–7, 0–8 |       |                     | Marine Messe Fukuoka, Fukuoka Scheidsrechters: Jennifer McCall (USA), Chisato Kurosaki (JPN) |
| 18 juli 2023 12:00 | verslag | MacDonell, Meecham 1                   | Goals | Bettini, Giustini 4 | Marine Messe Fukuoka, Fukuoka Scheidsrechters: Jennifer McCall (USA), Chisato Kurosaki (JPN) |

| 18 juli 2023 13:30 | verslag | Argentinië                             | 2–21  | Griekenland    | Marine Messe Fukuoka, Fukuoka Scheidsrechters: Adil Aimbetov (KAZ), Nicola Johnson (AUS) |
| 18 juli 2023 13:30 | verslag | Scores in periodes: 1–6, 0–5, 1–6, 0–4 |       |                | Marine Messe Fukuoka, Fukuoka Scheidsrechters: Adil Aimbetov (KAZ), Nicola Johnson (AUS) |
| 18 juli 2023 13:30 | verslag | Bacigalupo, Hatcher 1                  | Goals | drie spelers 3 | Marine Messe Fukuoka, Fukuoka Scheidsrechters: Adil Aimbetov (KAZ), Nicola Johnson (AUS) |

| 20 juli 2023 9:00 | verslag | Argentinië                             | 9–12  | Zuid-Afrika | Marine Messe Fukuoka, Fukuoka Scheidsrechters: David Gómez (ESP), Jennifer McCall (USA), |
| 20 juli 2023 9:00 | verslag | Scores in periodes: 2–2, 3–5, 2–2, 2–3 |       |             | Marine Messe Fukuoka, Fukuoka Scheidsrechters: David Gómez (ESP), Jennifer McCall (USA), |
| 20 juli 2023 9:00 | verslag | Auliel 4                               | Goals | Meecham 3   | Marine Messe Fukuoka, Fukuoka Scheidsrechters: David Gómez (ESP), Jennifer McCall (USA), |

| 20 juli 2023 10:30 | verslag | Griekenland                            | 16–12 | Italië         | Marine Messe Fukuoka, Fukuoka Scheidsrechters: Nenad Peris (CRO), Matan Schwartz (ISR) |
| 20 juli 2023 10:30 | verslag | Scores in periodes: 6–4, 4–1, 3–2, 3–5 |       |                | Marine Messe Fukuoka, Fukuoka Scheidsrechters: Nenad Peris (CRO), Matan Schwartz (ISR) |
| 20 juli 2023 10:30 | verslag | vier spelers 3                         | Goals | vier spelers 2 | Marine Messe Fukuoka, Fukuoka Scheidsrechters: Nenad Peris (CRO), Matan Schwartz (ISR) |

### Groep D
| Pos | Team          | Wed | W | G | V | Ptn | DV | DT | +/− | Kwalificatie |
| --- | ------------- | --- | - | - | - | --- | -- | -- | --- | ------------ |
| 1   | Hongarije     | 3   | 3 | 0 | 0 | 9   | 60 | 36 | +24 | Kwartfinales |
| 2   | Canada        | 3   | 2 | 0 | 1 | 6   | 40 | 34 | +6  | Playoffs     |
| 3   | Nieuw-Zeeland | 3   | 1 | 0 | 2 | 3   | 33 | 52 | −19 | Playoffs     |
| 4   | Japan (G)     | 3   | 0 | 0 | 3 | 0   | 49 | 60 | −11 |              |

| 16 juli 2023 19:00 | verslag | Nieuw-Zeeland                          | 17–16 | Japan | Marine Messe Fukuoka, Fukuoka Scheidsrechters: Jennifer McCall (USA), Matan Schwartz (ISR) |
| 16 juli 2023 19:00 | verslag | Scores in periodes: 5–5, 4–3, 4–5, 4–3 |       |       | Marine Messe Fukuoka, Fukuoka Scheidsrechters: Jennifer McCall (USA), Matan Schwartz (ISR) |
| 16 juli 2023 19:00 | verslag | Doyle 5                                | Goals | Ura 5 | Marine Messe Fukuoka, Fukuoka Scheidsrechters: Jennifer McCall (USA), Matan Schwartz (ISR) |

| 16 juli 2023 20:30 | verslag | Hongarije                              | 11–10 | Canada | Marine Messe Fukuoka, Fukuoka Scheidsrechters: Marta Cabanas (ESP), Zhang Liang (CHN) |
| 16 juli 2023 20:30 | verslag | Scores in periodes: 5–3, 2–2, 1–2, 3–3 |       |        | Marine Messe Fukuoka, Fukuoka Scheidsrechters: Marta Cabanas (ESP), Zhang Liang (CHN) |

| 18 juli 2023 16:00 | verslag | Canada                                 | 13–11 | Nieuw-Zeeland | Marine Messe Fukuoka, Fukuoka Scheidsrechters: Marta Cabanas (ESP), Darren Spiritsanto (USA) |
| 18 juli 2023 16:00 | verslag | Scores in periodes: 7–4, 1–3, 3–0, 2–4 |       |               | Marine Messe Fukuoka, Fukuoka Scheidsrechters: Marta Cabanas (ESP), Darren Spiritsanto (USA) |
| 18 juli 2023 16:00 | verslag | La Roche 3                             | Goals | Howarth 4     | Marine Messe Fukuoka, Fukuoka Scheidsrechters: Marta Cabanas (ESP), Darren Spiritsanto (USA) |

| 18 juli 2023 19:00 | verslag | Japan                                  | 21–26 | Hongarije | Marine Messe Fukuoka, Fukuoka Scheidsrechters: Matan Schwartz (ISR), Frank Ohme (GER) |
| 18 juli 2023 19:00 | verslag | Scores in periodes: 4–5, 6–8, 5–7, 6–6 |       |           | Marine Messe Fukuoka, Fukuoka Scheidsrechters: Matan Schwartz (ISR), Frank Ohme (GER) |
| 18 juli 2023 19:00 | verslag | Arima 7                                | Goals | Hajdú 5   | Marine Messe Fukuoka, Fukuoka Scheidsrechters: Matan Schwartz (ISR), Frank Ohme (GER) |

| 20 juli 2023 12:00 | verslag | Nieuw-Zeeland                          | 5–23  | Hongarije  | Marine Messe Fukuoka, Fukuoka Scheidsrechters: Veselin Mišković (MNE), Marta Cabanas (ESP), |
| 20 juli 2023 12:00 | verslag | Scores in periodes: 3–6, 0–3, 2–9, 0–5 |       |            | Marine Messe Fukuoka, Fukuoka Scheidsrechters: Veselin Mišković (MNE), Marta Cabanas (ESP), |
| 20 juli 2023 12:00 | verslag | Doyle, Houghton 2                      | Goals | Szilágyi 5 | Marine Messe Fukuoka, Fukuoka Scheidsrechters: Veselin Mišković (MNE), Marta Cabanas (ESP), |

| 20 juli 2023 19:00 | verslag | Canada                                 | 17–12 | Japan              | Marine Messe Fukuoka, Fukuoka Scheidsrechters: Adil Aimbetov (KAZ), Nicola Johnson (AUS) |
| 20 juli 2023 19:00 | verslag | Scores in periodes: 5–1, 3–3, 5–4, 4–4 |       |                    | Marine Messe Fukuoka, Fukuoka Scheidsrechters: Adil Aimbetov (KAZ), Nicola Johnson (AUS) |
| 20 juli 2023 19:00 | verslag | Lemay-Lavoie 5                         | Goals | Arima, Kawaguchi 4 | Marine Messe Fukuoka, Fukuoka Scheidsrechters: Adil Aimbetov (KAZ), Nicola Johnson (AUS) |

## Knock-outfase
Speelschema kampioenschap
|  | Playoffs         | Playoffs  |                 |        | Kwartfinale  | Kwartfinale  |    |  | Halve finale | Halve finale |  |  | Finale | Finale |
|  |                  |           |                 |        |              |              |    |  |              |              |  |  |        |        |
|  |                  |           |                 |        |              |              |    |  |              |              |  |  |        |        |
|  |                  |           |                 |        |              |              |    |  |              |              |  |  |        |        |
|  |                  |           |                 |        |              |              |    |  |              |              |  |  |        |        |
|  | 24 juli          |           |                 |        |              |              |    |  |              |              |  |  |        |        |
|  |                  |           |                 |        |              |              |    |  |              |              |  |  |        |        |
|  | Verenigde Staten | 7         |                 |        |              |              |    |  |              |              |  |  |        |        |
|  | Verenigde Staten | 7         | 22 juli         |        |              |              |    |  |              |              |  |  |        |        |
|  |                  |           | Italië          | 8      |              |              |    |  |              |              |  |  |        |        |
|  | Italië           | 14        | Italië          | 8      |              |              |    |  |              |              |  |  |        |        |
|  | Italië           | 14        | 26 juli         |        |              |              |    |  |              |              |  |  |        |        |
|  | Nieuw-Zeeland    | 7         |                 |        |              |              |    |  |              |              |  |  |        |        |
|  | Nieuw-Zeeland    | 7         | Italië          | 8      |              |              |    |  |              |              |  |  |        |        |
|  |                  |           | Italië          | 8      |              |              |    |  |              |              |  |  |        |        |
|  |                  | Nederland | 9               |        |              |              |    |  |              |              |  |  |        |        |
|  |                  | Nederland | 9               |        |              |              |    |  |              |              |  |  |        |        |
|  | 24 juli          |           |                 |        |              |              |    |  |              |              |  |  |        |        |
|  |                  |           |                 |        |              |              |    |  |              |              |  |  |        |        |
|  | Nederland        | 17        |                 |        |              |              |    |  |              |              |  |  |        |        |
|  | Nederland        | 17        | 22 juli         |        |              |              |    |  |              |              |  |  |        |        |
|  |                  |           | Canada          | 10     |              |              |    |  |              |              |  |  |        |        |
|  | Zuid-Afrika      | 6         | Canada          | 10     |              |              |    |  |              |              |  |  |        |        |
|  | Zuid-Afrika      | 6         | 28 juli         |        |              |              |    |  |              |              |  |  |        |        |
|  | Canada           | 21        |                 |        |              |              |    |  |              |              |  |  |        |        |
|  | Canada           | 21        | Nederland (PSO) | 12 (5) |              |              |    |  |              |              |  |  |        |        |
|  |                  |           | Nederland (PSO) | 12 (5) |              |              |    |  |              |              |  |  |        |        |
|  |                  | Spanje    | 12 {4}          |        |              |              |    |  |              |              |  |  |        |        |
|  |                  | Spanje    | 12 {4}          |        |              |              |    |  |              |              |  |  |        |        |
|  | 24 juli          |           |                 |        |              |              |    |  |              |              |  |  |        |        |
|  |                  |           |                 |        |              |              |    |  |              |              |  |  |        |        |
|  | Griekenland      | 8         |                 |        |              |              |    |  |              |              |  |  |        |        |
|  | Griekenland      | 8         | 22 juli         |        |              |              |    |  |              |              |  |  |        |        |
|  |                  |           | Australië       | 9      |              |              |    |  |              |              |  |  |        |        |
|  | Australië        | 16        | Australië       | 9      |              |              |    |  |              |              |  |  |        |        |
|  | Australië        | 16        | 26 juli         |        |              |              |    |  |              |              |  |  |        |        |
|  | Israël           | 7         |                 |        |              |              |    |  |              |              |  |  |        |        |
|  | Israël           | 7         | Australië       | 10     |              |              |    |  |              |              |  |  |        |        |
|  |                  |           | Australië       | 10     |              |              |    |  |              |              |  |  |        |        |
|  |                  | Spanje    | 12              |        | Troostfinale | Troostfinale |    |  |              |              |  |  |        |        |
|  |                  | Spanje    | 12              |        | Troostfinale | Troostfinale |    |  |              |              |  |  |        |        |
|  | 24 juli          | 24 juli   |                 |        | 28 juli      | 28 juli      |    |  |              |              |  |  |        |        |
|  | 24 juli          | 24 juli   |                 |        | 28 juli      | 28 juli      |    |  |              |              |  |  |        |        |
|  | Hongarije        | 9         | Italië          | 16     |              |              |    |  |              |              |  |  |        |        |
|  | Hongarije        | 9         | Italië          | 16     | 22 juli      |              |    |  |              |              |  |  |        |        |
|  |                  |           | Spanje          | 12     |              | Australië    | 14 |  |              |              |  |  |        |        |
|  | Frankrijk        | 9         | Spanje          | 12     |              | Australië    | 14 |  |              |              |  |  |        |        |
|  | Frankrijk        | 9         |                 |        |              |              |    |  |              |              |  |  |        |        |
|  | Spanje           | 16        |                 |        |              |              |    |  |              |              |  |  |        |        |
|  | Spanje           | 16        |                 |        |              |              |    |  |              |              |  |  |        |        |

Speelschema 5e plaats
|  | Halve finales 5e–8e plaats | Halve finales 5e–8e plaats |                           |        | Wedstrijd om de 5e plaats | Wedstrijd om de 5e plaats |
|  |                            |                            |                           |        |                           |                           |
|  | 26 juli                    |                            |                           |        |                           |                           |
|  |                            |                            |                           |        |                           |                           |
|  | Verenigde Staten           | 16                         |                           |        |                           |                           |
|  | Verenigde Staten           | 16                         | 28 juli                   |        |                           |                           |
|  | Canada                     | 4                          |                           |        |                           |                           |
|  | Canada                     | 4                          | Verenigde Staten (PSO)    | 11 (4) |                           |                           |
|  | 26 juli                    |                            | Verenigde Staten (PSO)    | 11 (4) |                           |                           |
|  |                            | Hongarije                  | 11 (2)                    |        |                           |                           |
|  | Griekenland                | Hongarije                  | 11 (2)                    | 9      |                           |                           |
|  | Griekenland                |                            |                           | 9      |                           |                           |
|  | Hongarije                  | 10                         |                           |        |                           |                           |
|  | Hongarije                  | 10                         | Wedstrijd om de 7e plaats |        |                           |                           |
|  |                            |                            |                           |        |                           |                           |
|  | 28 juli                    |                            |                           |        |                           |                           |
|  |                            |                            |                           |        |                           |                           |
|  | Canada (PSO)               | 10 (4)}                    |                           |        |                           |                           |
|  | Canada (PSO)               | 10 (4)}                    |                           |        |                           |                           |
|  | Griekenland                | 10 (2)}                    |                           |        |                           |                           |

Speelschema 9e plaats
|  | Halve finales 9e–12e plaats | Halve finales 9e–12e plaats |                            |    | Wedstrijd om de 9e plaats | Wedstrijd om de 9e plaats |
|  |                             |                             |                            |    |                           |                           |
|  | 26 juli                     |                             |                            |    |                           |                           |
|  |                             |                             |                            |    |                           |                           |
|  | Israël                      | 15                          |                            |    |                           |                           |
|  | Israël                      | 15                          | 28 juli                    |    |                           |                           |
|  | Nieuw-Zeeland               | 12                          |                            |    |                           |                           |
|  | Nieuw-Zeeland               | 12                          | Israël                     | 7  |                           |                           |
|  | 26 juli                     |                             | Israël                     | 7  |                           |                           |
|  |                             | Frankrijk                   | 11                         |    |                           |                           |
|  | Frankrijk                   | Frankrijk                   | 11                         | 20 |                           |                           |
|  | Frankrijk                   |                             |                            | 20 |                           |                           |
|  | Zuid-Afrika                 | 6                           |                            |    |                           |                           |
|  | Zuid-Afrika                 | 6                           | Wedstrijd om de 11e plaats |    |                           |                           |
|  |                             |                             |                            |    |                           |                           |
|  | 28 juli                     |                             |                            |    |                           |                           |
|  |                             |                             |                            |    |                           |                           |
|  | Nieuw-Zeeland               | 25                          |                            |    |                           |                           |
|  | Nieuw-Zeeland               | 25                          |                            |    |                           |                           |
|  | Zuid-Afrika                 | 6                           |                            |    |                           |                           |

Speelschema 13e plaats
|  | Halve finales 13e–16e plaats | Halve finales 13e–16e plaats |                            |    | Wedstrijd om de 13e plaats | Wedstrijd om de 13e plaats |
|  |                              |                              |                            |    |                            |                            |
|  | 26 juli                      |                              |                            |    |                            |                            |
|  |                              |                              |                            |    |                            |                            |
|  | China                        | 16                           |                            |    |                            |                            |
|  | China                        | 16                           | 28 juli                    |    |                            |                            |
|  | Kazachstan                   | 6                            |                            |    |                            |                            |
|  | Kazachstan                   | 6                            | China                      | 18 |                            |                            |
|  | 26 juli                      |                              | China                      | 18 |                            |                            |
|  |                              | Japan                        | 10                         |    |                            |                            |
|  | Argentinië                   | Japan                        | 10                         | 11 |                            |                            |
|  | Argentinië                   |                              |                            | 11 |                            |                            |
|  | Japan                        | 21                           |                            |    |                            |                            |
|  | Japan                        | 21                           | Wedstrijd om de 15e plaats |    |                            |                            |
|  |                              |                              |                            |    |                            |                            |
|  | 28 juli                      |                              |                            |    |                            |                            |
|  |                              |                              |                            |    |                            |                            |
|  | Kazachstan                   | 10                           |                            |    |                            |                            |
|  | Kazachstan                   | 10                           |                            |    |                            |                            |
|  | Argentinië                   | 8                            |                            |    |                            |                            |

### Playoffs
| 22 juli 2023 14:00 | verslag | Australië                              | 16–7  | Israël        | Marine Messe Fukuoka, Fukuoka Scheidsrechters: Marta Cabanas (ESP), Adil Aimbetov (KAZ) |
| 22 juli 2023 14:00 | verslag | Scores in periodes: 7–2, 4–1, 3–1, 2–3 |       |               | Marine Messe Fukuoka, Fukuoka Scheidsrechters: Marta Cabanas (ESP), Adil Aimbetov (KAZ) |
| 22 juli 2023 14:00 | verslag | Armit 4                                | Goals | Kordonskaia 3 | Marine Messe Fukuoka, Fukuoka Scheidsrechters: Marta Cabanas (ESP), Adil Aimbetov (KAZ) |

| 22 juli 2023 15:30 | verslag | Frankrijk                              | 9–16  | Spanje  | Marine Messe Fukuoka, Fukuoka Scheidsrechters: Matan Schwartz (ISR), Raffaele Colombo (ITA) |
| 22 juli 2023 15:30 | verslag | Scores in periodes: 1–3, 4–4, 2–5, 2–4 |       |         | Marine Messe Fukuoka, Fukuoka Scheidsrechters: Matan Schwartz (ISR), Raffaele Colombo (ITA) |
| 22 juli 2023 15:30 | verslag | Bouloukbachi, Dhalluin 2               | Goals | Forca 5 | Marine Messe Fukuoka, Fukuoka Scheidsrechters: Matan Schwartz (ISR), Raffaele Colombo (ITA) |

| 22 juli 2023 17:00 | verslag | Italië                                 | 14–7  | Nieuw-Zeeland | Marine Messe Fukuoka, Fukuoka Scheidsrechters: Germán Moller (ARG), Chisato Kurosaki (JPN) |
| 22 juli 2023 17:00 | verslag | Scores in periodes: 4–1, 6–2, 1–3, 3–1 |       |               | Marine Messe Fukuoka, Fukuoka Scheidsrechters: Germán Moller (ARG), Chisato Kurosaki (JPN) |
| 22 juli 2023 17:00 | verslag | Bettini 3                              | Goals | Doyle 2       | Marine Messe Fukuoka, Fukuoka Scheidsrechters: Germán Moller (ARG), Chisato Kurosaki (JPN) |

| 22 juli 2023 18:30 | verslag | Zuid-Afrika                            | 6–21  | Canada   | Marine Messe Fukuoka, Fukuoka Scheidsrechters: Nicola Johnson (AUS), David Couper (NZL) |
| 22 juli 2023 18:30 | verslag | Scores in periodes: 1–6, 1–4, 1–4, 3–7 |       |          | Marine Messe Fukuoka, Fukuoka Scheidsrechters: Nicola Johnson (AUS), David Couper (NZL) |
| 22 juli 2023 18:30 | verslag | Thornton-Dibb 2                        | Goals | Wright 4 | Marine Messe Fukuoka, Fukuoka Scheidsrechters: Nicola Johnson (AUS), David Couper (NZL) |

### Kwartfinales
| 24 juli 2023 15:00 | verslag | Verenigde Staten                       | 7–8   | Italië     | Marine Messe Fukuoka, Fukuoka Scheidsrechters: Matan Schwartz (ISR), Zhang Liang (CHN) |
| 24 juli 2023 15:00 | verslag | Scores in periodes: 2–3, 2–1, 2–2, 1–2 |       |            | Marine Messe Fukuoka, Fukuoka Scheidsrechters: Matan Schwartz (ISR), Zhang Liang (CHN) |
| 24 juli 2023 15:00 | verslag | Steffens 4                             | Goals | Giustini 3 | Marine Messe Fukuoka, Fukuoka Scheidsrechters: Matan Schwartz (ISR), Zhang Liang (CHN) |

| 24 juli 2023 16:30 | verslag | Nederland                              | 17–10 | Canada     | Marine Messe Fukuoka, Fukuoka Scheidsrechters: Marta Cabanas (ESP), Natalia Markopoulou (GRE) |
| 24 juli 2023 16:30 | verslag | Scores in periodes: 6–2, 5–3, 3–4, 3–1 |       |            | Marine Messe Fukuoka, Fukuoka Scheidsrechters: Marta Cabanas (ESP), Natalia Markopoulou (GRE) |
| 24 juli 2023 16:30 | verslag | drie spelers 3                         | Goals | McKelvey 4 | Marine Messe Fukuoka, Fukuoka Scheidsrechters: Marta Cabanas (ESP), Natalia Markopoulou (GRE) |

| 24 juli 2023 18:00 | verslag | Griekenland                            | 8–9   | Australië      | Marine Messe Fukuoka, Fukuoka Scheidsrechters: Jennifer McCall (USA), Sébastien Dervieux (FRA) |
| 24 juli 2023 18:00 | verslag | Scores in periodes: 4–3, 1–4, 3–2, 0–0 |       |                | Marine Messe Fukuoka, Fukuoka Scheidsrechters: Jennifer McCall (USA), Sébastien Dervieux (FRA) |
| 24 juli 2023 18:00 | verslag | Xenaki 3                               | Goals | vier spelers 2 | Marine Messe Fukuoka, Fukuoka Scheidsrechters: Jennifer McCall (USA), Sébastien Dervieux (FRA) |

| 24 juli 2023 19:30 | verslag | Hongarije                              | 9–12  | Spanje  | Marine Messe Fukuoka, Fukuoka Scheidsrechters: Alessia Ferrari (ITA), Nenad Peris (CRO) |
| 24 juli 2023 19:30 | verslag | Scores in periodes: 2–3, 2–3, 3–4, 2–2 |       |         | Marine Messe Fukuoka, Fukuoka Scheidsrechters: Alessia Ferrari (ITA), Nenad Peris (CRO) |
| 24 juli 2023 19:30 | verslag | Garda 4                                | Goals | Forca 5 | Marine Messe Fukuoka, Fukuoka Scheidsrechters: Alessia Ferrari (ITA), Nenad Peris (CRO) |

### Plaatsingswedstrijden
Halve finales plaatsen 13–16
| 22 juli 2023 9:00 | verslag | China                                  | 16–6  | Kazachstan | Marine Messe Fukuoka, Fukuoka Scheidsrechters: Jennifer McCall (USA), Hélène Painchaud (CAN) |
| 22 juli 2023 9:00 | verslag | Scores in periodes: 3–1, 6–2, 3–2, 4–1 |       |            | Marine Messe Fukuoka, Fukuoka Scheidsrechters: Jennifer McCall (USA), Hélène Painchaud (CAN) |
| 22 juli 2023 9:00 | verslag | Yan S., Zhang J. 4                     | Goals | Kaplun 3   | Marine Messe Fukuoka, Fukuoka Scheidsrechters: Jennifer McCall (USA), Hélène Painchaud (CAN) |

| 22 juli 2023 10:30 | verslag | Argentinië                             | 11–21 | Japan              | Marine Messe Fukuoka, Fukuoka Scheidsrechters: Alessia Ferrari (ITA), Lee-Anne Stewart (RSA) |
| 22 juli 2023 10:30 | verslag | Scores in periodes: 0–8, 3–4, 5–4, 3–5 |       |                    | Marine Messe Fukuoka, Fukuoka Scheidsrechters: Alessia Ferrari (ITA), Lee-Anne Stewart (RSA) |
| 22 juli 2023 10:30 | verslag | Bacigalupo 3                           | Goals | Arima, Nishiyama 4 | Marine Messe Fukuoka, Fukuoka Scheidsrechters: Alessia Ferrari (ITA), Lee-Anne Stewart (RSA) |

Halve finales plaatsen 9–12
| 24 juli 2023 12:00 | verslag | Israël                                 | 15–12 | Nieuw-Zeeland         | Marine Messe Fukuoka, Fukuoka Scheidsrechters: Nóra Debreceni (HUN), Chisato Kurosaki (JPN) |
| 24 juli 2023 12:00 | verslag | Scores in periodes: 3–1, 5–3, 5–2, 2–6 |       |                       | Marine Messe Fukuoka, Fukuoka Scheidsrechters: Nóra Debreceni (HUN), Chisato Kurosaki (JPN) |
| 24 juli 2023 12:00 | verslag | Strugo 4                               | Goals | Houghton, Nicholson 3 | Marine Messe Fukuoka, Fukuoka Scheidsrechters: Nóra Debreceni (HUN), Chisato Kurosaki (JPN) |

| 24 juli 2023 13:30 | verslag | Frankrijk                              | 20–6  | Zuid-Afrika     | Marine Messe Fukuoka, Fukuoka Scheidsrechters: Hélène Painchaud (CAN), Germán Moller (ARG) |
| 24 juli 2023 13:30 | verslag | Scores in periodes: 4–1, 6–0, 5–4, 5–1 |       |                 | Marine Messe Fukuoka, Fukuoka Scheidsrechters: Hélène Painchaud (CAN), Germán Moller (ARG) |
| 24 juli 2023 13:30 | verslag | Vernoux 6                              | Goals | Thornton-Dibb 3 | Marine Messe Fukuoka, Fukuoka Scheidsrechters: Hélène Painchaud (CAN), Germán Moller (ARG) |

Halve finales plaatsen 5–8
| 26 juli 2023 14:00 | verslag | Verenigde Staten                       | 16–4  | Canada   | Marine Messe Fukuoka, Fukuoka Scheidsrechters: Alessia Ferrari (ITA), Lee-Anne Stewart (RSA) |
| 26 juli 2023 14:00 | verslag | Scores in periodes: 5–1, 2–1, 6–1, 3–1 |       |          | Marine Messe Fukuoka, Fukuoka Scheidsrechters: Alessia Ferrari (ITA), Lee-Anne Stewart (RSA) |
| 26 juli 2023 14:00 | verslag | Flynn 5                                | Goals | Browne 2 | Marine Messe Fukuoka, Fukuoka Scheidsrechters: Alessia Ferrari (ITA), Lee-Anne Stewart (RSA) |

| 26 juli 2023 15:30 | verslag | Griekenland                            | 9–10  | Hongarije           | Marine Messe Fukuoka, Fukuoka Scheidsrechters: Matan Schwartz (ISR), Zhang Liang (CHN) |
| 26 juli 2023 15:30 | verslag | Scores in periodes: 1–2, 2–2, 4–5, 2–1 |       |                     | Marine Messe Fukuoka, Fukuoka Scheidsrechters: Matan Schwartz (ISR), Zhang Liang (CHN) |
| 26 juli 2023 15:30 | verslag | Ninou 3                                | Goals | Keszthelyi, Garda 3 | Marine Messe Fukuoka, Fukuoka Scheidsrechters: Matan Schwartz (ISR), Zhang Liang (CHN) |

Wedstrijd om de vijftiende plaats
| 24 juli 2023 9:00 | verslag | Kazachstan                             | 10–8  | Argentinië   | Marine Messe Fukuoka, Fukuoka Scheidsrechters: Raffaele Colombo (ITA), Nicola Johnson (AUS) |
| 24 juli 2023 9:00 | verslag | Scores in periodes: 3–0, 3–3, 2–4, 2–1 |       |              | Marine Messe Fukuoka, Fukuoka Scheidsrechters: Raffaele Colombo (ITA), Nicola Johnson (AUS) |
| 24 juli 2023 9:00 | verslag | Khritankova, Novikova 3                | Goals | Bacigalupo 4 | Marine Messe Fukuoka, Fukuoka Scheidsrechters: Raffaele Colombo (ITA), Nicola Johnson (AUS) |

Wedstrijd om de dertiende plaats
| 24 juli 2023 10:30 | verslag | China                                  | 18–10 | Japan | Marine Messe Fukuoka, Fukuoka Scheidsrechters: Adil Aimbetov (KAZ), Lee-Anne Stewart (RSA) |
| 24 juli 2023 10:30 | verslag | Scores in periodes: 4–3, 5–3, 4–3, 5–1 |       |       | Marine Messe Fukuoka, Fukuoka Scheidsrechters: Adil Aimbetov (KAZ), Lee-Anne Stewart (RSA) |
| 24 juli 2023 10:30 | verslag | Lu, Yan J. 3                           | Goals | Ura 3 | Marine Messe Fukuoka, Fukuoka Scheidsrechters: Adil Aimbetov (KAZ), Lee-Anne Stewart (RSA) |

Wedstrijd om de elfde plaats
| 26 juli 2023 9:00 | verslag | Nieuw-Zeeland                          | 25–6  | Zuid-Afrika         | Marine Messe Fukuoka, Fukuoka Scheidsrechters: Chisato Kurosaki (JPN), Adil Aimbetov (KAZ) |
| 26 juli 2023 9:00 | verslag | Scores in periodes: 7–0, 6–3, 6–1, 6–2 |       |                     | Marine Messe Fukuoka, Fukuoka Scheidsrechters: Chisato Kurosaki (JPN), Adil Aimbetov (KAZ) |
| 26 juli 2023 9:00 | verslag | Houghton 7                             | Goals | Meecham, Versfeld 2 | Marine Messe Fukuoka, Fukuoka Scheidsrechters: Chisato Kurosaki (JPN), Adil Aimbetov (KAZ) |

Wedstrijd om de negende plaats
| 26 juli 2023 10:30 | verslag | Israël                                 | 7–11  | Frankrijk | Marine Messe Fukuoka, Fukuoka Scheidsrechters: Nicola Johnson (AUS), Natalia Markopoulou (GRE) |
| 26 juli 2023 10:30 | verslag | Scores in periodes: 2–3, 1–4, 1–4, 3–0 |       |           | Marine Messe Fukuoka, Fukuoka Scheidsrechters: Nicola Johnson (AUS), Natalia Markopoulou (GRE) |
| 26 juli 2023 10:30 | verslag | Bogachenko 4                           | Goals | Millot 3  | Marine Messe Fukuoka, Fukuoka Scheidsrechters: Nicola Johnson (AUS), Natalia Markopoulou (GRE) |

Wedstrijd om de zevende plaats
| 28 juli 2023 11:30 | verslag | Canada                                            | 14–12 | Griekenland | Marine Messe Fukuoka, Fukuoka Scheidsrechters: Nóra Debreceni (HUN), Nicola Johnson (AUS) |
| 28 juli 2023 11:30 | verslag | Scores in periodes: 4–1, 1–4, 4–1, 1–4 . PSO: 4–2 |       |             | Marine Messe Fukuoka, Fukuoka Scheidsrechters: Nóra Debreceni (HUN), Nicola Johnson (AUS) |
| 28 juli 2023 11:30 | verslag | Wright 3                                          | Goals | Xenaki 3    | Marine Messe Fukuoka, Fukuoka Scheidsrechters: Nóra Debreceni (HUN), Nicola Johnson (AUS) |

Wedstrijd om de vijfde plaats
| 28 juli 2023 16:30 | verslag | Verenigde Staten                       | 15–13 | Hongarije    | Marine Messe Fukuoka, Fukuoka Scheidsrechters: Zhang Liang (CHN), Marta Cabanas (ESP) |
| 28 juli 2023 16:30 | verslag | Scores in periodes: 4–2, 1–3, 5–4, 1–2 |       |              | Marine Messe Fukuoka, Fukuoka Scheidsrechters: Zhang Liang (CHN), Marta Cabanas (ESP) |
| 28 juli 2023 16:30 | verslag | Raney 3                                | Goals | Keszthelyi 4 | Marine Messe Fukuoka, Fukuoka Scheidsrechters: Zhang Liang (CHN), Marta Cabanas (ESP) |

### Halve finales
| 26 juli 2023 17:00 | verslag | Italië                                 | 8–9   | Nederland          | Marine Messe Fukuoka, Fukuoka Scheidsrechters: Sébastien Dervieux (FRA), Nóra Debreceni (HUN) |
| 26 juli 2023 17:00 | verslag | Scores in periodes: 2–4, 3–2, 2–2, 1–1 |       |                    | Marine Messe Fukuoka, Fukuoka Scheidsrechters: Sébastien Dervieux (FRA), Nóra Debreceni (HUN) |
| 26 juli 2023 17:00 | verslag | Marletta 3                             | Goals | Wolves, L. Rogge 2 | Marine Messe Fukuoka, Fukuoka Scheidsrechters: Sébastien Dervieux (FRA), Nóra Debreceni (HUN) |

| 26 juli 2023 18:30 | verslag | Australië                              | 10–12 | Spanje | Marine Messe Fukuoka, Fukuoka Scheidsrechters: Georgios Stavridis (GRE), Jennifer McCall (USA) |
| 26 juli 2023 18:30 | verslag | Scores in periodes: 2–5, 4–3, 2–2, 2–2 |       |        | Marine Messe Fukuoka, Fukuoka Scheidsrechters: Georgios Stavridis (GRE), Jennifer McCall (USA) |
| 26 juli 2023 18:30 | verslag | Kearns 3                               | Goals | Ruiz 4 | Marine Messe Fukuoka, Fukuoka Scheidsrechters: Georgios Stavridis (GRE), Jennifer McCall (USA) |

### Troostfinale
| 28 juli 2023 13:00 | verslag | Italië                                 | 16–14 | Australië  | Marine Messe Fukuoka, Fukuoka Scheidsrechters: Darren Spiritosanto (USA), Matan Schwartz (ISR) |
| 28 juli 2023 13:00 | verslag | Scores in periodes: 5–4, 5–6, 3–1, 3–3 |       |            | Marine Messe Fukuoka, Fukuoka Scheidsrechters: Darren Spiritosanto (USA), Matan Schwartz (ISR) |
| 28 juli 2023 13:00 | verslag | Bianconi 6                             | Goals | Williams 3 | Marine Messe Fukuoka, Fukuoka Scheidsrechters: Darren Spiritosanto (USA), Matan Schwartz (ISR) |

### Finale
| 28 juli 2023 18:00 | verslag | Nederland                                         | 17–16 | Spanje  | Marine Messe Fukuoka, Fukuoka Scheidsrechters: Nenad Peris (CRO), Alessia Ferrari (ITA) |
| 28 juli 2023 18:00 | verslag | Scores in periodes: 4–3, 2–3, 3–1, 3–5 . PSO: 5–4 |       |         | Marine Messe Fukuoka, Fukuoka Scheidsrechters: Nenad Peris (CRO), Alessia Ferrari (ITA) |
| 28 juli 2023 18:00 | verslag | Van de Kraats, Sleeking 3                         | Goals | Forca 5 | Marine Messe Fukuoka, Fukuoka Scheidsrechters: Nenad Peris (CRO), Alessia Ferrari (ITA) |

## Eindrangschikking
| Rang   | Team             |
| ------ | ---------------- |
| Goud   | Nederland        |
| Zilver | Spanje           |
| Brons  | Italië           |
| 4      | Australië        |
| 5      | Verenigde Staten |
| 6      | Hongarije        |
| 7      | Canada           |
| 8      | Griekenland      |
| 9      | Frankrijk        |
| 10     | Israël           |
| 11     | Nieuw-Zeeland    |
| 12     | Zuid-Afrika      |
| 13     | China            |
| 14     | Japan            |
| 15     | Kazachstan       |
| 16     | Argentinië       |

| Wereldkampioen 2023 · Nederland · 2e titel Selectie: Laura Aarts, Sarah Buis, Iris Wolves, Brigitte Sleeking, Sabrina van der Sloot, Maartje Keuning, Simone van de Kraats, Bente Rogge, Vivian Sevenich, Kitty-Lynn Joustra, Lieke Rogge, Lola Moolhuijzen, Maxine Schaap, Nina ten Broek, Marit van der Weijden. Bondscoach: Evangelos Doudesis |